# Schach-Europameisterschaft der Frauen 2024

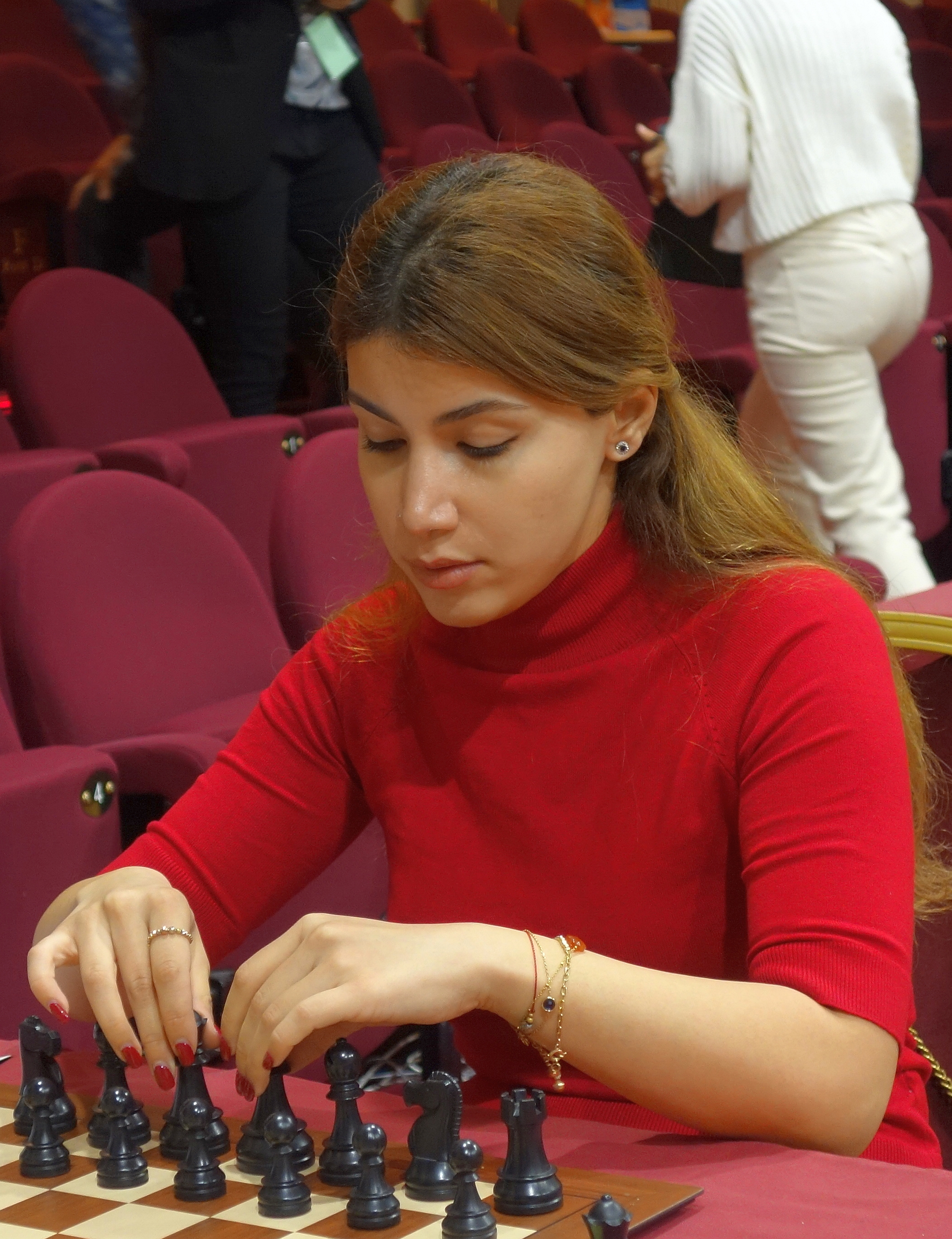
Ülviyyə Fətəliyeva, Europameisterin 2024

Die Schach-Europameisterschaft der Frauen 2024 (offiziell European Women’s Chess Championship) war die 24. Austragung einer Schach-Europameisterschaft der Frauen und fand vom 19. bis 29. April 2024 im griechischen Rhodos statt. Das Turnier nach Schweizer System wurde von der European Chess Union veranstaltet. Siegerin wurde die Aserbaidschanerin Ülviyyə Fətəliyeva.

## Organisation

### Modus
Gespielt wurde nach Schweizer System über eine Dauer von zehn Runden. Als Bedenkzeit hatten die Spielerinnen jeweils eine Startzeit von 90 Minuten, die nach dem 40. Zug um weitere 30 Minuten erweitert wurde. Zudem gab es ein Zeitinkrement von 30 Sekunden bereits ab dem ersten Zug. Bei Punktgleichheit zählten zuerst die direkten Duelle, danach wurde mittels Buchholz-Wertung (in der ersten Anwendung abzüglich der schlechtestgewerteten Gegnerin) unterschieden. Bei weiter bestehendem Gleichstand zählte erst die Zahl der Partien mit Schwarz, zuletzt die Zahl der gewonnenen Partien.
Die Teilnahme stand grundsätzlich allen Mitgliedern der europäischen nationalen Verbänden frei.

### Preisgeld
Insgesamt wurden 60.000 Euro an Preisgeldern ausgeschüttet. Aus dem Teilnehmerfeld erhielten die 20 bestplatzierten Spielerinnen eine Prämie von mindestens 1000 €; die Siegerin erhielt 10.000 €. Daneben gab es Spezialpreise für die zwei besten griechischen Spielerinnen von 1000 € und 500 €.

## Ergebnis
Insgesamt nahmen 182 Spielerinnen teil. Der Gastgeber Griechenland stellte mit 22 Spielerinnen die meisten Teilnehmer. Dahinter waren ukrainische (16) und polnische Spielerinnen (15) am häufigsten vertreten. Aus Deutschland nahmen neun Frauen teil.
Nach Abschluss aller Partien lag Ülviyyə Fətəliyeva mit 8,5 Punkten aus 10 Runden alleine an der Spitze. Die Aserbaidschanerin gewann sieben Partien aus den ersten acht Runden und konnte in den letzten beiden Partien gegen Nino Baziaschwili und Irina Bulmaga jeweils ein Remis verteidigen. Baziaschwili und Bulmaga schnitten punktgleich mit sechs weiteren Teilnehmerinnen ab und belegten nach der Feinwertung die Plätze 4 und 5. Das Podium komplettierten die Ukrainerin Natalija Buksa und Lela Dschawachischwili aus Georgien. Beste deutsche Spielerin wurde Dinara Wagner mit sieben Punkten auf dem 15. Platz.
Über die Europameisterschaft qualifizierten sich 10 Spielerinnen für den Schach-Weltpokal der Frauen 2025.
| Platz | Teilnehmerin           | Elo-Zahl | Punkte | BC1  | BUC  |
| ----- | ---------------------- | -------- | ------ | ---- | ---- |
| 01.   | Ülviyyə Fətəliyeva     | 2377     | 8,5    | 58,5 | 61,5 |
| 02.   | Natalija Buksa         | 2394     | 7,5    | 58,5 | 63,5 |
| 03.   | Lela Dschawachischwili | 2447     | 7,5    | 58,0 | 62,5 |
| 04.   | Nino Baziaschwili      | 2445     | 7,5    | 58,0 | 62,0 |
| 05.   | Irina Bulmaga          | 2394     | 7,5    | 57,5 | 62,0 |
| 06.   | Günay Məmmədzadə       | 2436     | 7,5    | 56,5 | 61,5 |
| 07.   | Nadja Tonschewa        | 2258     | 7,5    | 54,5 | 58,5 |
| 08.   | Stavroula Tsolakidou   | 2424     | 7,5    | 51,0 | 55,5 |
| 09.   | Lilit Mkrttschjan      | 2366     | 7,5    | 50,0 | 53,0 |
| 10.   | Alicja Śliwicka        | 2315     | 7,0    | 62,0 | 66,0 |